# Małgorzata Kruza
Małgorzata Kruza (ur. 13 października 1982) – polska judoczka.
Była zawodniczka klubów: UKJ ASzWoj Warszawa (1997-2002), KS AZS AWFiS Gdańsk (2003-2005). Brązowa medalistka mistrzostw Polski seniorek 2003 w kategorii poniżej 57 kg. Ponadto m.in. mistrzyni Polski juniorek młodszych 1999 w kategorii poniżej 48 kg. 